# Bart Klever
Bart Klever (Arnhem, 22 oktober 1956) is een Nederlands acteur en regisseur.

## Levensloop
In 1985 studeerde hij af aan de Toneelacademie Maastricht. Hij speelde onder andere bij Het Toneel Speelt, Paardenkathedraal, Toneelgroep Amsterdam, Toneelschuur en The Glasshouse. Naast zijn acteerwerk regisseerde hij ook theatervoorstellingen bij het Tevengebroed.
Ook speelt hij in diverse (televisie)films en televisieseries.

## Filmografie

### Televisie
- 2024 - Nemesis - Oscar Vlijmen
- 2024 - Zussen - Arnold Reeling
- 2024 - Flikken Maastricht - meneer Valkx
- 2021 - Adem in, Adem uit - Janco de Wit
- 2021 - Swanenburg - dokter Vermeer
- 2019 - Koos - Koos
- 2018 - Flikken Maastricht - Rink
- 2016 - Rundfunk - Vader van Tim
- 2015 - 't Schaep Ahoy - Meneer Frantzen
- 2014 - De Deal - Sibrandi
- 2014 - Hoe duur was de suiker - Masra Levi
- 2013 - Max & Billy's Drill Machine Girl - vader van Max
- 2013 - De ontmaskering van de Vastgoedfraude - Kees Stegeman
- 2012 - Lieve Liza - Chris
- 2010, 2012 - Feuten - Wim Wagtmans
- 2010 - Flikken Maastricht S4 E2 - Van Wieringen
- 2010 - De Troon - stadhouder Willem V
- 2007 - Spoorloos Verdwenen - Jacob Cohen
- 2005 - Kinderen geen bezwaar - Otto (afl. 21, blootgewoon)
- 2005-2006 - Sprint! - Kurt Flinterman
- 1997-2002 - Baantjer - Marcel de Haan, Henk Verfaille, Olof Baltus

## Theater

### Spel
- 2024 - Eldorado (Stichting Poon i.s.m. Het Zuidelijk Toneel) - Kees
- 2012 - Antigone (Toneelschuur Producties) - Kreon
- 2012 - Gijsbrecht van Aemstel (Het Toneel Speelt) - Vosmeer
- 2011 - De Aanslag (Bos Theaterproducties) - diverse rollen
- 2009 - Op Hoop van Zegen (Het Toneel Speelt) - Cobus / Simon
- 2004 - Romeo en Julia (Toneelgroep Amsterdam) - Mercutio
- 2000 - Familie (Het Toneel Speelt) - Von
- 1999 - Spaanse ruiters (De Paardenkathedraal) - Bart

### Regie
- 2002 - Out! (Tevengebroed)
- 2000 - Kaalslag (Tevengebroed)

- International Standard Name Identifier: 0000 0003 9585 6321
- Nederlandse Thesaurus van Auteursnamen: 240908007
- Virtual International Authority File: 290695898
- WorldCat: E39PBJmxRHMyB93pKqR4JwDyVC